# Centro Giovanile Virescit Bergamo 1990-1991
Questa voce raccoglie le informazioni riguardanti il Centro Giovanile Virescit Bergamo nelle competizioni ufficiali della stagione 1990-1991.

## Rosa
| N. |                   | Ruolo | Calciatore        |
| -- | ----------------- | ----- | ----------------- |
|    | Italia (bandiera) | C     | Claudio Benaglia  |
|    | Italia (bandiera) | C     | Andrea Bonacini   |
|    | Italia (bandiera) |       | Cavalieri         |
|    | Italia (bandiera) | C     | Claudio Foscarini |
|    | Italia (bandiera) | C     | Fabio Giacalone   |
|    | Italia (bandiera) | C     | Antonino Obbedio  |
|    | Italia (bandiera) | C     | Davide Olivares   |
|    | Italia (bandiera) | D     | Carlo Osti        |
|    | Italia (bandiera) | D     | Matteo Paladin    |
|    | Italia (bandiera) | A     | Stefano Protti    |

| N. |                   | Ruolo | Calciatore               |
| -- | ----------------- | ----- | ------------------------ |
|    | Italia (bandiera) | D     | Andrea Quaglia           |
|    | Italia (bandiera) | C     | Alessandro Roccatagliata |
|    | Italia (bandiera) | A     | Fabio Scienza            |
|    | Italia (bandiera) | D     | Roberto Sigoli           |
|    | Italia (bandiera) | D     | Giuseppe Spampinato      |
|    | Italia (bandiera) | A     | Valentino Spelta         |
|    | Italia (bandiera) | P     | Ottavio Strano           |
|    | Italia (bandiera) | C     | Tullio Tinti             |
|    | Italia (bandiera) |       | Villa                    |
|    | Italia (bandiera) | A     | Paolo Zirafa             |